# Sweetwater (Teksas)
Sweetwater – miasto w Stanach Zjednoczonych, w stanie Teksas, siedziba hrabstwa Nolan. Regionalne centrum handlu i przemysłu, jako że jest największym miasteczkiem w promieniu ponad 50 km.

## Przemysł
Miasto jest siedzibą dużych zakładów, takich jak fabryki płyt gipsowo-kartonowych należące do firm Georgia-Pacific i USG (United States Gypsum), a także jest blisko związana z produkcją cementu (np. Buzzi Unicem USA w pobliskiej Maryneal).